# Solanum magnifolium
Solanum magnifolium är en potatisväxtart som beskrevs av Ferdinand von Mueller. Solanum magnifolium ingår i släktet skattor som ingår i familjen potatisväxter. Inga underarter finns listade i Catalogue of Life.